# Mellitidia luteiventris
Mellitidia luteiventris är en biart som först beskrevs av Heinrich Friese 1909.  Mellitidia luteiventris ingår i släktet Mellitidia och familjen vägbin. Inga underarter finns listade i Catalogue of Life.